# Tiofen-2-karbonil-KoA monooksigenaza
Tiofen-2-karbonil-KoA monooksigenaza (EC 1.14.99.35, tiofen-2-karboksil-KoA dehidrogenaza, tiofen-2-karboksil-KoA hidroksilaza, tiofen-2-karboksil-KoA monooksigenaza) je enzim sa sistematskim imenom tiofen-2-karbonil-KoA, vodonik-donor:kiseonik oksidoreduktaza. Ovaj enzim katalizuje sledeću hemijsku reakciju:
tiofen-2-karbonil-KoA + 2 + O2 {\displaystyle \rightleftharpoons } 5-hidroksitiofen-2-karbonil-KoA + A + H2O
Ovaj enzim je molibdenski protein. On je visoko specifičana za tiofen-2-karbonil-KoA. Tetrazolikum soli mogu da deluju kao elektronski akceptori.

## Literatura
- Nicholas C. Price; Lewis Stevens (1999). Fundamentals of Enzymology: The Cell and Molecular Biology of Catalytic Proteins (Third изд.). USA: Oxford University Press. ISBN 019850229X.
- Eric J. Toone (2006). Advances in Enzymology and Related Areas of Molecular Biology, Protein Evolution (Volume 75 изд.). Wiley-Interscience. ISBN 0471205036.
- Branden C; Tooze J. Introduction to Protein Structure. New York, NY: Garland Publishing. ISBN 0-8153-2305-0.
- Irwin H. Segel. Enzyme Kinetics: Behavior and Analysis of Rapid Equilibrium and Steady-State Enzyme Systems (Book 44 изд.). Wiley Classics Library. ISBN 0471303097.

## Spoljašnje veze
- Thiophene-2-carbonyl-CoA+monooxygenase на 